# Tabellarius
Un tabellarius, o tabel·lari era un tipus de missatger d'època romana que podia ser tant esclau com llibert. No s'ha de confondre amb els tabularii que feien de comptables. Tot i que el tabel·lari tenia funcions similars a les del cursor, sembla que estava més especialitzat que aquest darrer en l'enviament de missatges. Els tabel·laris treballaven generalment per a l'administració i segons el carmen epigraphicum (CIL, VIII, 1027), portaven salconduits durant els seus desplaçaments gràcies als quals probablement eren hostatjats i obtenien avituallament de franc. Trobem gran quantitat d'epitafis de tabellarii al cementiri dels officiales de Cartago.